# EZ81

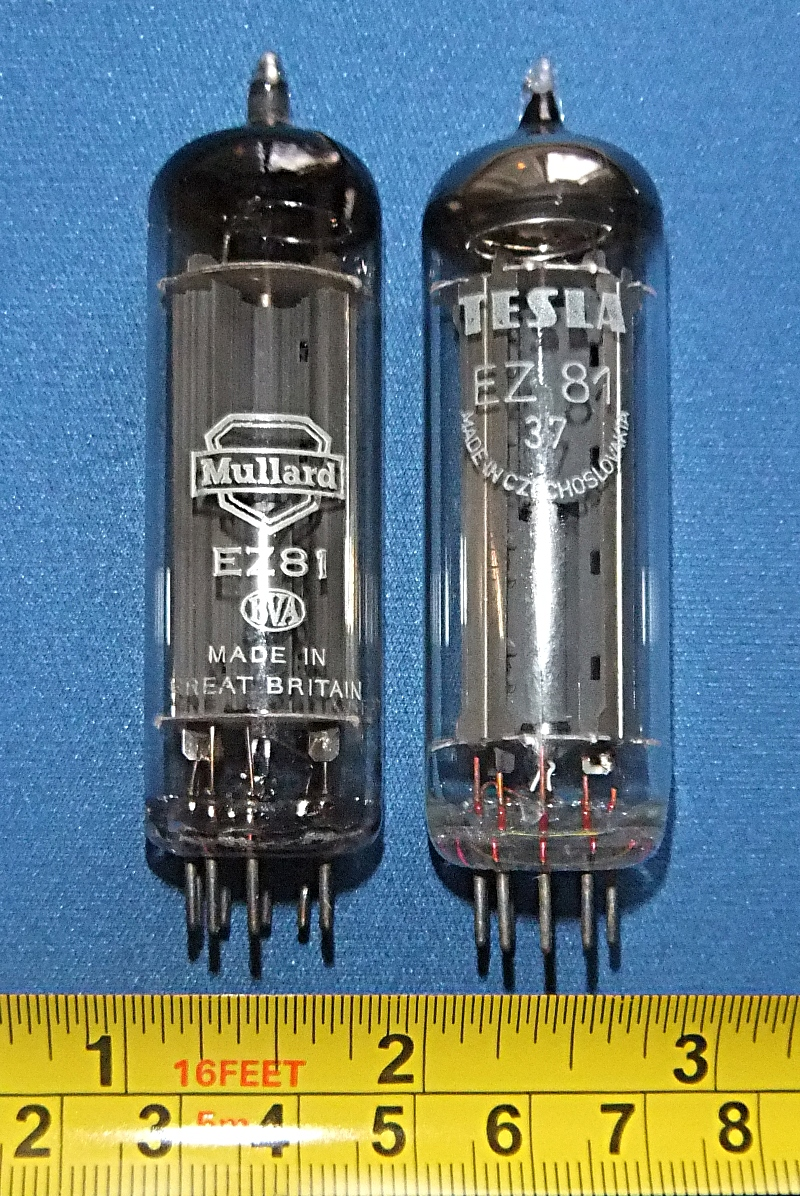
EZ81

La válvula EZ81 es una válvula rectificadora biplaca con base miniatura de 9 pines (B9A). Sus equivalentes son: 6CA4, CV5072 y U709.

## Especificaciones
La EZ81 tiene un voltaje y consumo de filamento de 6,3V 1A, con un voltaje máximo de placas de 350V y una intensidad máxima de 150mA. Tiene una válvula casi idéntica pero para ser utilizada con menores intensidades, la válvula EZ80, que tiene un voltaje y consumo de filamento de 6,3V 0,6A, con un voltaje máximo de placas de 350V y una intensidad máxima de 90mA. Las conexiones de sus pines son las siguientes:

Pin 1: ánodo 1  

Pin 2: No contectar 

Pin 3: Cátodo

Pin 4: Filamento

Pin 5: Filamento

Pin 6: No conectar

Pin 7: Ánodo 2

Pin 8: No conectar

Pin 9: No conectar

## Aplicaciones
La EZ81 y la EZ80 fueron muy populares como rectificadoras de radios a válvulas con transformador de alimentación. En la actualidad se siguen usando en amplificadores hi-fi valvulares o amplificadores valvulares de guitarra de baja potencia.